# Para przegrzana
Para przegrzana (para nienasycona) to para sucha mająca temperaturę wyższą niż temperatura wrzenia cieczy przy danym ciśnieniu. Otrzymywana przez przegrzanie pary nasyconej w przegrzewaczu. Zastąpienie pary mokrej parą przegrzaną podniosło sprawność maszyn parowych i turbin.
Obecnie w energetyce cieplnej wykorzystywana jest przede wszystkim para przegrzana, gdyż tylko ona zapewnia uzyskiwanie odpowiednich sprawności konwersji energii. Skoro już włożyliśmy sporo energii do wytworzenia pary, to należy ją ogrzać do możliwie wysokiej temperatury. Jeśli ciśnienie pary na wlocie do turbiny jest odpowiednio wysokie, to w wyniku rozprężania w turbinie nastąpi tak silny spadek temperatury pary, że na wylocie z turbiny pojawi się para mokra, będąca mieszaniną pary nasyconej i wody.
Także powietrze i inne gazy techniczne w temperaturze otoczenia są parą przegrzaną. Ich temperatura wrzenia jest znacznie niższa od temperatury otoczenia.
Parametry:
- temperatura
- ciśnienie
- objętość właściwa
- entalpia
- entropia